# Burayda
Burayda, Buraidah o Buraydah (àrab: بريدة, Burayda) és una ciutat de l'Aràbia Saudita, capital de la província d'al-Qàssim, a la part nord del centre de la península d'Aràbia, a mig camí entre la mar Roja i el golf Pèrsic. La seva població s'estimava en mig milió de persones el 2008. Està situada a la vora del uadi ar-Rummah (el riu més llarg del regne amb uns 600 km) poc abans de desaparèixer en la sorra del Nafud as-Sirr. La zona dels oasis produeix dàtils, llimones, taronges i altres fruites; la introducció del blat és recent però la producció força elevada. Unayza, la ciutat tradicionalment rival, es troba a 25 km al sud, a l'altre costat del uadi. El conjunt de jardins i viles dels oasis porten el nom conjunt de Khubub (sigular Khabb). Hi viuen els Harb, Anaza, Musayr, Utayba i Banu Tamim.

## Història
El seu origen fou un pou d'aigua utilitzat pels Banu Dabina del grup tribal Abs; la ciutat es va fundar probablement el segle xvi. Caskel diu que fou fundada el 1543/1544 però no dona la font. La primera menció històrica rellevant la fa Ibn Bixr, que parla d'una batalla entre Burayda i Unayza el 1695/1696. La història local és de fet la de les quatre famílies principals: els al-Duraybi o al-Buraydi, els Anakir (dels Banu Tamim, un ancestre dels quals, Rashid al-Duraybi, fou segons Corancez el fundador de la ciutat), els al-Ulayyan (clan dels Anakir) i els al-Aba al-Khayl. Els Anakir i els al-Ulayyan van sostenir una inacabable lluita d'extermini. La ciutat va estar també en constant guerra amb Unayza, que va culminar el 1768/1769 quan els al-Duraybi van demanar ajut als al-Saud; aquesta aliança va portar al poder als al-Ulayyan amb ajut saudita (1775).
Els al-Ulayyan van governar Burayda del 1775 al 1864 com a feudataris dels saudites, conservant el poder en el període de domini turc-egipci. Els saudites no els tenien gaire confiança i el 1849 es va nomenar un governador per al-Kasim, que fou Djalwi ibn Turki al-Saud, que va exercir el càrrec fins al 1854. Després els al-Ulayyan foren deposats (1864) i nomenats governadors locals la família Muhanna dels al-Aba al-Khayl del grup anaza (1864-1908). Aquesta nova dinastia igualment va fer prevaldre els interessos propis sobre els dels saudites. En la lluita d'aquestos contra els Banu Raixid (o al-Raixid) de Jabal Xammar, van convertir la regió d'al-Qàssim en teatre de la lluita entre saudites i rashidites i van servir indiferentment als dos poders fins que els saudites van ocupar finalment al-Kasin (1908/1909) i Abd Allah ibn Djalwi Al-Saud (fill de Djalwi ibn Turki) va ser nomenat governador de la ciutat i província. Va tenir com a successors als seus cosins Abd al-Aziz ibn Musaad Al-Saud (després governador d'Hail) i posteriorment el seu fill Abd Allah ibn Abd al-Aziz ibn Musaad (després governador de la Frontera del Nord).
La facilitat de comerç quan els saudites van dominar al-Hassà i Hijaz va fer decaure Burayda. Però aviat va venir el petroli i el 1954/1955 es van començar a enderrocar els edificis antics (incloent edificis notables i històrics com la ciutadella d'al-Muhanna) i es van construir edificis moderns, primer públics i després privats. El 1955 tenia uns 30000 habitants dels que la meitat vivien als llogarets d'al-Khubub.